# Прадера, Николаса
Николаса Прадера Мендиве (исп. Nicolasa Pradera Mendive, баск. Nicolasa Pradera Mendibe; 7 декабря 1870, Маркина-Хемейн, Бискайя, Испания — 1959, Мадрид, Испания) — испанский шеф-повар, автор кулинарной книги La cocina de Nicolasa (с исп. — «Кухня Николасы»).

## Биография
Родилась в Маркина-Хемейне. Была второй из пяти детей Хосе Сантоса Прадеры Агирре и Хосефы Мендиве Аспитарте и единственной дочерью в их семье. В возрасте 20 лет начала работать помощницей на кухне в семье Гайтан де Аяла. Когда одна из дочерей в этой семье вышла замуж и переехала в Сан-Себастьян, вместе с ней туда отправилась и Николаса, ставшая в её доме старшей кухаркой.
В Сан-Себастьяне Прадера познакомилась с мясником Викторио Нарсисо Дольягараем Пикабеа и вышла за него замуж. В 1912 году они открыли ресторан Casa Nicolasa на улице Альдамар, получивший в городе известность как «образцовый ресторан традиционной баскской кухни». В 1930 году этот ресторан за сорок тысяч песет был продан Марии Уррестарасу, управлявшей им до 1952 года. После её смерти ресторан перешёл в собственность Пепиты Фернандес де Уррестарасу и её племянника Пако, работавших там с 1940 года. Последний владелец ресторана, Хосе Хуан Кастильо, отмечал вклад Прадеры в «кодификацию традиционной баскской кухни» в противовес «новой». Ресторан Casa Nicolasa был закрыт в 2010 году, после 98 лет работы.
В 1932 году Николаса Прадера открыла ресторан Andia на пляже Ла-Конча.
В 1933 году была впервые опубликована книга Прадеры «Кухня Николасы», предисловие к которой написал Грегорио Мараньон.
После гражданской войны Прадера вместе с дочерью Кармен переехала в Мадрид, где в 1940 году они открыли ресторан Nicolasa.
Николаса Прадера умерла в 1959 году в Мадриде. В своём завещании она распорядилась, чтобы рецепты из её книги оставались неизменными. Лишь в издание 2010 года с разрешения внука Прадеры были внесены языковые изменения.